# فلسفة متعالية

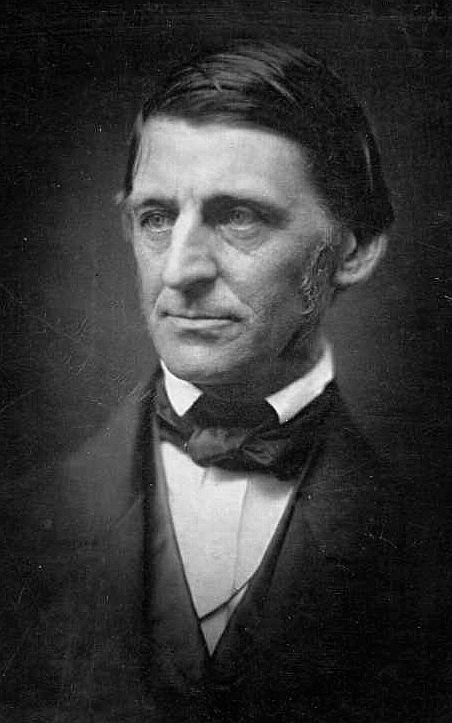

الفلسفة المتعالية هي حركة فلسفية تطورت في نهايات عشرينيات القرن الثامن عشر وثلاثينيات القرن الثامن عشر في الولايات المتحدة الشرقية. برزت كرد فعل للاحتجاج ضد الحالة السائدة من الفكرانية والروحانية في ذلك الوقت. كان مذهب الكنيسة التوحيدية كما يُدرس في مدرسة هارفارد اللاهوتية محور اهتمامها على وجه الخصوص.
نشأت الفلسفة المتعالية من «الرومانسية الإنجليزية والألمانية، نقد يوهان جوتفريد هردر وفريدريك شليرماخر للإنجيل، وشكوكية ديفيد هيوم»، والفلسفة المتعالية الخاصة بإيمانويل كانت والمثالية الألمانية. يعتبر ميلر وفيرسلوي أن إمانول سفيدنبوري ذو تأثير كبير على الفلسفة المتعالية. كانت متأثرة أيضًا تأثرًا كبيرًا بالنصوص الفلسفية الهندوسية حول العقل والروحانية، خاصةً الأبانيشاد.
جوهر اعتقاد الفلسفة المتعالية هو الخير المتأصل في البشر والطبيعة. يعتقد أتباعها أن المجتمع ومؤسساته يفسدون نقاء الفرد، ولديهم إيمان بأن أفضل حالات البشر تتحقق عندما يكونون «معتمدين على ذواتهم» ومستقلين.
تركز الفلسفة المتعالية على الحدس الذاتي أكثر من التجريبية الموضوعية. يعتقد أتباعها أن الأفراد قادرون على تشكيل رؤى أصيلة كليًا مع القليل من الاهتمام والمراعاة للحكماء القدماء.

## المنشأ
الفلسفة المتعالية مرتبطة بشدة بالتوحيدية، الحركة الدينية المهيمنة في بوستون في بدايات القرن التاسع عشر. بدأت بالتطور بعدما أخذت التوحيدية بالتراجع في جامعة هارفارد، وبعد انتخابات هنري وير في منصب أستاذية هوليس اللاهوتية في عام 1805 وجون ثورتون كيركلاند في منصب الرئاسة في 1810. لم تكن الفلسفة المتعالية رفضًا للتوحيدية؛ وإنما، طُورت كعاقبة أساسية لتشديد التوحيدية على الإرادة الحرة وقيمة المنطق الفكراني. لم يكتف الفلاسفة المتعالون بإتزان، واعتدال، وهدوء عقلانية التوحيدية. وإنما تاقوا إلى تجربة روحية أكثر شدة. وبالتالي، لم تنشأ الفلسفة المتعالية لمجابهة الحركة التوحيدية، وإنما كحركة موازية للأفكار التي اقترحت من قبل التوحيدين.

## رابطة التعالي
أصبحت الفلسفة المتعالية حركة متسقة وتنظيم مقدس مع إنشاء رابطة التعالي في كامبريدج، ماساتشوستس، في 8 سبتمبر، 1836 من قبل المفكرين البارزين في إنجلترا الجديدة، بما فيهم جورج بوتنام (1807-1878)، كاهن التوحيدية في روكسبيري، ورالف والدو إمرسون وفريدريك هنري هيدج. ومن أعضاء الرابطة الأخرين أموس برنسون ألكوت، وأوريستس براونسن، وثيودور باركر، وهنري ديفد ثورو، وويليام هنري شانينغ، وجيمس فريمان كلارك، وكريستوفر بيرس كرانش، وكونفرس فرانسيس، وسلفستر جود، وجونس فيري. ومن الأعضاء الإناث صوفيا ريبلي، ومارغريت فولر، وإليزابيث بيبودي، وإلين ستورغس هوبر، وكارولين ستورغس تابّان. منذ عام 1840، نشرت هذه المجموعة على نحو متكرر في مجلتهم الاتصال الهاتفي، إلى جانب مجلات أخرى.

## الموجة الثانية من الفلاسفة المتعالين
في أواخر أربعينيات القرن الثامن عشر، اعتقد إمرسون أن الحركة بدأت تخبو، خصوصًا بعد موت مارغريت فولر في عام 1850. كتب إمرسون، «كل ما يمكن قوله، هو أنها تمثل زمنًا مهمًا وتجمعًا للثقافة الأمريكية». ومع ذلك، كان هنالك موجة ثانية من الفلاسفة المتعالين، بما فيهم مونكيور كونواي، وأوكتافيوس بروكس فروثينغام، وسامويل لونغفيلو وفرانكلين بنجامين سانبورن. وبشكل بارز، يقال إن تعالي الروح، الذي يستحضره الشاعر في أغلب الأحوال من خلال إلقائه النثري، يمنح القارئ شعورًا بالوضوح الهادف. هذه هي السمة الكامنة وراء غالبية مقالات الفلاسفة المتعالين وأوراقهم -كلًا منها مركزة حول المواضيع التي تؤكد على حب التعبير الفردي. وعلى الرغم من أن المجموعة بالمجمل مكونة من محبي الجمال، كان صموئيل غراي وارد الأغنى بينهم، والذي ركز بعد عدة مساهمات خاصة في مجلة الاتصال الهاتفي على مسيرته المصرفية.

## الاعتقادات
يؤمن الفلاسفة المتعالون بشدة بقوى الفرد. وهي متعلقة بشكل رئيسي بالحرية الشخصية. ترتبط اعتقاداتهم بشدة بأولئك الرومانسيين، لكنها تختلف من جهة محاولة التشييد أو، على الأقل، عدم الاعتراض على التجريبية في العلم.

### المعرفة المتعالية
يرغب الفلاسفة المتعالون بتأسيس مبادئ دينهم وفلسفتهم بالاعتماد على الرومانسية الألمانية الخاصة بيوهان جوتفريد هردر وفريدريك شليرماخر. جمعت الفلسفة المتعالية بين «الرومانسية الإنجليزية والألمانية، والنقد الإنجيلي لهردر وشليرماخر، وشكوكية هيوم»، والفلسفة المتعالية الخاصة بإيمانويل كانت (والمثالية الألمانية بشكل عام)، مفسرة تصنيفات كانت للأولويات على أنها أولوية للمعرفة. كان الفلاسفة المتعالون غير ملمين بشكل كبير بالفلسفة الألمانية في الأصل واعتمدوا بشكل أساسي على كتابات توماس كارليل، وصامويل تايلر كوليردج، وفكتور كوزان، وجيرمين دي ستايل، وعدة معلقين إنجليز وفرنسيين بحسب معرفتهم بها. يمكن وصف الحركة المتعالية كامتداد أمريكي للرومانسية الإنجليزية.

### الفردانية
يعتقد الفلاسفة المتعالون أن المجتمع ومؤسساته -بشكل خاص جماعات الأديان المنظمة والجماعات السياسية- تفسد نقاء الفرد. ويؤمنون أن أفضل حالات البشر تتحقق عندما يكونوا «معتمدين على ذواتهم» ومستقلين. يمكن تشكيل المجتمع الحقيقي فقط من خلال أفراد حقيقين كأولئك. وحتى مع ضرورة هذه الفردانية، يعتقد الفلاسفة المتعالون أيضًا أن جميع الأفراد هم منافذ مرتبطة «بالروح العليا». لأن الروح العليا هي واحدة، وتجمع كافة الأفراد وكأنهم كيان واحد. يشير إمرسون إلى هذا المفهوم في مقدمة خطاب الباحث الأمريكي، «ليس هنالك سوى رجل واحد، -حاضر بالنسبة لكافة الرجال لكن بشكل جزئي، أو من خلال فرع واحد؛ ويجب عليك أخذ المجتمع بأكمله من أجل أن تجد الرجل الكامل». مثال كهذا منسجم تمامًا مع الفردانية المتعالية، إذ أن كل شخص يحمل في داخله أو في داخلها قطعة من الروح العليا الإلهية.

## أثرها على حركات أخرى
تعتبر الفلسفة المتعالية، من عدة جوانب، أول حركة فكرانية أمريكية بارزة. إذ نجحت في إلهام أجيال من المفكرين الأمريكيين، بالإضافة إلى بعض الحركات الأدبية.
أثرت الفلسفة المتعالية على الحركة المتنامية «العلوم العقلية» في منتصف القرن التاسع عشر، والتي باتت تعرف لاحقًا باسم حركة الفكر الجديد. تعتبر حركة الفكر الجديد إمرسون مؤسسها الفكري. تأثر بالفلسفة المتعالية أيضًا كلًا من إيما كورتيس هوبكينز «معلمة المعلمين»، وإرنست هولمز مؤسس «علوم الأديان»، الفيلمورز، مؤسسي كنيسة الوحدة، وماليندا وكرامر نونا إل بروكس، مؤسسي علم اللاهوت.
أثرت الفلسفة المتعالية كذلك الأمر على الهندوسية. رفض رام موهان روي (1772-1833)، مؤسس البراهمو ساماج، الأساطير الهندوسية، كما رفض الثالوث المسيحي. ووجد أن التوحيدية اقتربت كثيرًا من المسيحية الحقيقية، وتعاطف بشكل كبير مع التوحيدين، الذين كانوا مرتبطين بالفلاسفة المتعالين. أسس رام موهان روي لجنة تبشيرية في كلكتا، وطلب الدعم لنشاطاته التبشيرية في عام 1828 من التوحيديين الأمريكيين. بحلول عام 1829، تخلى روي عن مجموعة التوحيديين، لكن بعد موت روي، حافظت «براهمو ساماج» على روابط وثيقة مع الكنيسة التوحيدية، التي حاولت بشدة الوصول لإيمان عقلاني، وإصلاح اجتماعي، وجمع كلا الأمرين في دين متجدد. يدعى اللاهوت الخاص به «فيدانتا الجديد» من قبل المعلقين المسيحيين، وأثر بشكل كبير على الفهم المعاصر للهندوسية، بالإضافة للروحانية الغربية المعاصرة، التي أعادت آثار التوحيدية تحت ظل فيدانتا الجديد قديم العهد على ما يبدو.

## الشخصيات الرئيسية
تشمل الشخصيات الرئيسية في حركة الفلاسفة المتعالين كلًا من رالف والدو إمرسون وهنري ديفد ثورو، ومارغريت فولر، وأموس برنسون ألكوت. ومن أبرز الفلاسفة المتعالين الآخرين لويزا ماي ألكوت، وأوريستوس بروانسن، ويليام إليري تشانينج، وويليام هنري تشانينج، وجيمس فريمان كلارك، وكريستوفر بيرس كرانش، وجون سوليقان دوايت، وكونفيرس فرانسيس، وويليام هنرس فورنس، وفريدريك هنري هيدج، وسلفستر جود، ثيودور باركر، وإليزابيث بالمر بيبودي، وجورج ريبلي، وتوماس تريدويل ستون، وجونس فيري، ووالت ويتمان.